# Верхнемартыново
Верхнемартыново — село в Казачинско-Ленском районе Иркутской области России. Административный центр Мартыновского муниципального образования. Находится примерно в 82 км к северо-востоку от районного центра.

## Население
| 2002 | 2010 | 2011 | 2012 |
| ---- | ---- | ---- | ---- |
| 162  | ↘89  | ↘88  | ↘86  |

По данным Всероссийской переписи, в 2010 году в селе проживало 89 человек (44 мужчины и 45 женщин).